# Adolfas Brėskis
Adolfas Brėskis (* 26. Februar 1938 in Genėtiniai, Bezirk Raguva, jetzt Rajongemeinde Panevėžys; † 14. November 2016 in Klaipėda) war ein litauischer Ingenieur und Mechaniker sowie Professor der Klaipėdos universitetas.

## Leben
Nach dem Abitur 1955 an der Mittelschule Raguva absolvierte er das Diplomstudium 1960 am Kauno politechnikos institutas (KPI) in Kaunas und promovierte 1969. Von 1960 bis 1961 arbeitete er am KPI als Assistent, von 1966 bis 1976 als Leiter des Lehrstuhls für mechanische Disziplinen an der Fakultät Klaipėda am KPI. Ab 1971 war er Dozent, von 1975 bis 1978 Fakultätsprodekan und von 1978 bis 1991 Dekan, von 1991 bis 1997 Dekan der Fakultät für Seetechnik der Universität Klaipeda. Er amtierte 1993 als Rektor und von 1991 bis 2007 als Prorektor der Universität.